# Suneo Honekawa
Suneo Honekawa (骨川スネ夫?, Honekawa Suneo, chiamato Zippo nella prima edizione italiana) è un personaggio del manga e anime Doraemon.

## Biografia del personaggio
Suneo è un ragazzino ricco che ama ostentare agli amici e agli altri ragazzi del quartiere la sua agiatezza economica, mostrando loro giocattoli sofisticati e altri oggetti rari o da collezione, anche se spesso esagera nel vantarsi raccontando fatti non veri; spesso il ragazzo tende a prendere in giro o escludere intenzionalmente Nobita Nobi, con lo scopo di suscitare in lui invidia. Suneo abita in una grande villa con tanto di giardino e piscina; a differenza di molti suoi coetanei, i suoi genitori hanno l'automobile (nel quartiere infatti non ce ne sono molte e le persone si spostano in bici o con i mezzi pubblici) ma non lo accompagnano mai a scuola, in quanto il ragazzo preferisce fare due passi insieme ai suoi compagni di classe. Suneo è inoltre solito organizzare numerose gite nelle sue case estive o invernali, anche se spesso il suo unico obiettivo è effettuare scherzi a Nobita Nobi insieme all'amico Gian. Il ragazzo ha con quest'ultimo un rapporto altalenante: malgrado sia un suo amico e passi molto tempo insieme a lui, talvolta dimostra di rimanere al suo fianco solo per opportunismo e per ricevere un'adeguata "protezione", poiché è spesso bullizzato da Gian. Nonostante si mostri sprezzante del pericolo e derida spesso Nobita per il suo essere "fifone", non è coraggioso come sembra, anzi a volte è molto pauroso, specie quando si trova da solo o senza il "supporto" di Gian, e qualche volta lo si è persino visto piangere invocando la mamma. 
Suneo ha un carattere terribilmente arrogante ed egoista, è geloso delle proprie cose, tende a darsela a gambe quando le cose si mettono male, non sopporta che qualcuno abbia qualcosa in più di lui e spesso non è in grado di cavarsela da solo. Se si tratta di aiutare i suoi amici, lui non vuol certo rischiare per loro e spesso si tira indietro con una scusa, salvo poi cambiare idea (poiché costretto da Gian con la forza). Suneo ha un buon rendimento scolastico, anche se non ai livelli di Shizuka Minamoto e Dekisugi Hidetoshi. 
Come nel caso di Gian, anche il padre di Suneo compare pochissime volte, ma a quanto pare gode di ottima stima da parte del figlio, il quale inizia sempre i suoi discorsi con "Mio padre mi ha comprato..." oppure  "Con mio padre siamo andati...".
Grazie alla macchina del tempo, si sa che il padre di Suneo (assieme al padre di Gian) era solito prendersi gioco di Nobisuke, il padre di Nobita. Inoltre pare che la famiglia Honekawa sia sempre stata la più ricca del quartiere, infatti tutti gli avi di Suneo incarnavano lo stereotipo del ragazzo facoltoso, al contrario degli avi di Nobita e di Gian che nel passato erano piuttosto poveri.
Suneo è palesemente viziato e coccolato dalla madre, che lo considera il bambino più adorabile ed intelligente del mondo, gli prepara sempre colazione e merenda abbondanti ed è pronta a soddisfare qualsiasi desiderio del figlio. Tuttavia anche Suneo, seppur molto raramente, viene castigato da sua madre, anche se le sue "punizioni" sono ben più leggere di quelle inflitte a Nobita. 
Il ragazzo è contraddistinto dall'essere estremamente furbo, subdolo, vanitoso e spesso bugiardo. In più occasioni si nota infatti che i ragazzi del quartiere gli si avvicinano solo per guardare i suoi giocattoli o perché costretti da Gian. Anche se fa di tutto per non ammetterlo, Suneo sa di non essere molto popolare e in un'occasione supplica addirittura Doraemon di farlo diventare sincero, ma poi si rende conto che le bugie gli sono indispensabili e che dicendo sempre la verità la sua vita diventerebbe un inferno, poiché finirebbe per dire solo cose spiacevoli. 
Suneo ha un debole per Shizuka, si dimostra sempre gentile con lei invitandola spesso in casa sua o coinvolgendola nei suoi giochi. Talvolta tenta di corteggiarla, pur senza esserne davvero innamorato ai livelli di Nobita. Certe volte sembra anzi che si mostri bello agli occhi della ragazza solo per far ingelosire il povero Nobita. A parte questo, Suneo e Shizuka si possono considerare soltanto amici, anche se la giovane accetta educatamente le sue attenzioni. 
Una grande passione di Suneo sono le automobiline telecomandate, di cui possiede una collezione, e gli sport, tra cui il baseball e il calcio. Quando sarà grande, il suo desiderio (peraltro molto scontato) è diventare il presidente della ditta di suo padre. 
Il vero talento di Suneo è però il disegno, tanto da ammettere che il suo sogno segreto è diventare un celebre stilista di moda. Sotto l'impulso di Gian, il ragazzo aveva anche intrapreso l'attività di cantante e il suo brano Il mambo di Suneo aveva riscosso un notevole successo.
Suneo ha un fratello minore di nome Sunetsugu, che vive insieme allo zio a New York, e un cugino più grande di nome Sunekichi, che gli fa visita in molte occasioni. Del tutto simile a Suneo in quanto a vanteria e boriosità, Sunekichi è appassionato di modellini telecomandati (che costruisce lui stesso per poi regalarli al cugino) e di automobili sportive a serie limitata (ogni volta che viene a Tokyo ne guida una diversa) di cui è molto geloso.